# Uprazjnenija v prekrasnom
Uprazjnenija v prekrasnom (russisk: Упражнения в прекрасном, da.: Øvelser i det smukke) er en russisk spillefilm fra 2011 af Viktor Sjamirov.

## Medvirkende
- Viktor Sjamirov som Albert Sventsitskij
- Gosja Kutsenko som Jevgenij Kalinin
- Konstantin Jusjkevitj som Vasilij
- Pavel Savinkov som Andrjus
- Ksenija Radtjenko som Alisa